# Tryne Island
Tryne Island ist eine 3 km lange Insel vor der Ingrid-Christensen-Küste des ostantarktischen Prinzessin-Elisabeth-Lands. Sie ist die größte und südlichste der Trynøyane im Gebiet der Vestfoldberge und liegt in der Einfahrt zum Tryne-Fjord.
Luftaufnahmen der norwegischen Lars-Christensen-Expedition 1936/37 dienten norwegischen Kartographen 1946 der Kartierung. Jene hielten sie für einen Teil der Langnes-Halbinsel und benannten sie als Langnestrynet (norwegisch für Langnasenschnauze). Wissenschaftler der Australian National Antarctic Research Expeditions deckten den Inselcharakter auf. Das Antarctic Names Committee of Australia nahm 1956 die Umbenennung in Anlehnung an diejenige für die gesamte Inselgruppe vor.